# Gubernatorstwo Arjana
Gubernatorstwo Arjana (arab. ولاية أريانة, fr. Gouvernorat de l'Ariana) – jest jednym z 24 gubernatorstw w Tunezji, znajdujące się w północno-wschodniej części kraju.